# Charles Fernandes
Charles Fernandes Silveira Santana (Guanambi, 15 de março de 1965) é um político brasileiro.

## Biografia
Sétimo dos dez filhos do casal Bráulio Santana Sobrinho e Edissa Fernandes Silveira Santana, que se mudou de Caetité para Guanambi na década de 1950, Charles Fernandes formou-se nos cursos técnicos agrícola e contabilidade, vindo então a ocupar a presidência do Clube de Campo da cidade, destacando-se nesta gestão de forma que, quando se habilitou candidato a vereador em 2000, foi o mais votado daquele pleito.
Ainda no primeiro mandato como vereador licenciou-se para ocupar a secretaria municipal de infraestrutura; com sua popularidade habilitou-se a integrar a chapa como vice-prefeito do ex-governador Nilo Coelho, sendo reeleito até que, nas eleições de 2010, assumiu a prefeitura com o afastamento do titular que se candidatara ao pleito estadual para o governo.
Em 2012 Charles foi reeleito para a prefeitura e em 2016 fez como sucessor o seu vice. Concluiu o curso superior em Turismo e é casado com Jailma Fernandes.
Em 2018 concorreu ao cargo de deputado federal pela Bahia, ocupando a primeira suplência, vindo logo a seguir ocupar a função com a declaração de inelegibilidade do titular Luiz Caetano; na Câmara, passou a integrar várias comissões, como as de Integração Regional ou a de Agricultura e Pecuária.